# 確証
『確証』（かくしょう）は今野敏による警察小説。
『小説推理』（双葉社）2011年5月号から2012年4月号まで連載。空き巣、ひったくりなどの窃盗犯を担当する警視庁捜査3課のベテラン刑事とその部下の女性刑事がコンビを組み、強盗殺人事件の捜査を進めていく「萩尾警部補シリーズ」の長編警察小説。
刑事が主人公の小説では殺人、強盗、暴行などの強行犯を担当する捜査1課を題材とする作品が多いが、地味ではあるが盗犯係が中心となる物語は前例にないということと、プロの常習者と刑事との攻防に面白さがあるのではないかということが本作の発想の原点である。また、本作では主人公の萩尾を描くにあたり、盗犯係の職人気質という性質から私生活は描かず職人として仕事をする姿を描いている。
2013年に『確証〜警視庁捜査3課』（かくしょう けいしちょうそうささんか）のタイトルでテレビドラマ化。

## 登場人物
萩尾秀一
捜査3課一筋のベテラン刑事。
武田秋穂
捜査3課に配属された若手女性刑事。
田端守雄
捜査一課長。
迫田
萩尾に情報提供をする老人。

## テレビドラマ
- 高橋克実・榮倉奈々版（TBS、2013年4月15日 - 6月24日）
- 吉田栄作・内山理名版（TBS、2017年11月6日）

### 高橋克実・榮倉奈々版
『確証〜警視庁捜査3課』（かくしょう けいしちょうそうささんか）は、2013年4月15日から6月24日までTBS系列の「月曜ミステリーシアター」枠（月曜 20:00 - 20:54、JST）で放送された。主演は高橋克実、榮倉奈々。
警視庁捜査3課を舞台に、盗犯捜査のベテラン刑事と親子ほど年の離れた若手女性刑事の年の差コンビが職人技で強盗殺人事件などの真相に挑む刑事ドラマ。エリート集団であり花形部署である捜査1課（殺人や傷害などを扱う部署）との軋轢をリアルに描く。
高橋克実にとっては、本作が民放の連続ドラマ初主演となる。

#### キャスト（高橋克実・榮倉奈々版）

##### 警視庁刑事部

###### 捜査第3課第5係
萩尾秀一〈48〉
演 - 高橋克実
警部補。警視庁捜査員の中では手口捜査に定評があり、盗犯捜査歴21年のベテラン刑事。
武田秋穂〈25〉
演 - 榮倉奈々
巡査部長。所轄の生活安全課から警視庁捜査3課に配属された若手女性刑事。元々は捜査1課志望だった。
田村喜一郎
演 - 田中完
猪野勝也
演 - 山本龍二
係長。警部。新人刑事の武田にパワハラやセクハラ行為だと思われない指導方法を心掛けるよう萩尾に命令する。

###### 捜査第1課
菅井直隆〈45〉
演 - 設楽統（バナナマン）
警部補。エリート刑事。殺人捜査こそが花形だと考え、第3課を敵視するが、萩尾の独自の視点で事件に向かう姿勢に一目置いている。
苅田浩
演 - 松田悟志
巡査部長。菅井の部下。エリート意識が強い。
佐々部淳
演 - 宮原将護
田端守雄〈58〉
演 - 角野卓造
課長。警視正。ノンキャリアの叩き上げで、江戸弁でまくし立てる。萩尾の捜査能力を高く評価する。

###### 警察関係者
小渕貴大
演 - 柳下大
刑事部鑑識課 巡査部長。萩尾から腕前を認められている若手鑑識官。愛称「ブチ」。
桑名光
演 - 中村靖日
渋谷山手警察署刑事課 巡査部長。萩尾も認める腕利きの盗犯刑事。萩尾らと合同で捜査に当たる。

###### 清風寮
友坂美奈代
演 - 黒川智花
渋谷山手警察署交通課 巡査。秋穂の警察学校時代の同期生。
牧村シズ
演 - 西尾まり
生活安全部 巡査部長。
弓田英子
演 - 飯沼千恵子
刑事部捜査支援分析センター 巡査。
上村早苗
演 - 鷲尾真知子
ベテラン寮母。長年、警察独身寮の仕事に携わっている経験から萩尾のこともよく知っている。

##### その他
福田大吉〈66〉
演 - 泉谷しげる
元泥棒。通称「鍵福」。錠前破りの達人。萩尾の昔なじみで萩尾にとっての盗犯業界の情報源。
医師から余命1年と宣告された日に偶然下田和也に出会い、彼を窃盗団から抜けさせようとしていたが実は彼が陰で窃盗団を仕切っていた。武田が初めて犯人に手錠をかけたのは福田であった。
萩尾ゆりこ
演 - 中嶋朋子
萩尾の妻。病気がちで入退院を繰り返している。夫婦仲は良い。実は萩尾が職務質問した際に逃走し、追い掛けられている最中に事故に遭い死亡した窃盗犯の妻だった。2人の出会いは萩尾が独自に捜査して謝罪しに来たことがきっかけである。
相沢恭子
演 - 竹内レナ
ゆりこの担当看護師。

##### ゲスト（高橋克実・榮倉奈々版）
第1話「金庫と死体が余計だ−プロvsプロの頭脳戦!」、第2話「3課の流儀−取り戻したい大切なもの」
- 迫田鉄男（金庫破りのテツ） - 近藤正臣（特別出演）
- 狩場摂夫（カリバ宝石店 店主） - 下條アトム
- 布田肇（カリバ宝石店 従業員） - 金原泰成
- 本多稔（本多精密螺子製作所 経営者） - 宮川一朗太（第2話）（青年期：杉本泰郷）
- 六郷美由紀（文也の娘） - 吉田羊（第2話）（青年期：井越有彩）
- 六郷文也（迫田機械工業 元従業員） - ベンガル（第2話）

第3話「二重の密室−覚えていたい絆と涙」
- 金ヶ谷雅人（空き巣常習犯） - 忍成修吾
- 真田喜代（源治の妻） - 草村礼子
- 樋口絢子（守の妻） - 舟木幸
- 安川弘樹（リストランテ樋口 店長） - 内倉憲二
- 樋口守（リストランテ樋口 オーナー） - ヨシダ朝
- 真田源治（躾の源治） - 中村直太郎

第4話「黒い蛇−女泥棒の罠」
- 工藤鏡子（元グルメライター） - 青山倫子
- 工藤翔太（鏡子の夫） - 津田寛治
- 工藤優馬（翔太の連れ子） - 渡辺哲史
- 島田（渋谷区立山手東中学校 教諭） - 村杉蝉之介
- 中村純一（渋谷区立山手東中学校 校長） - 河野洋一郎
- 川上博（食べてネット 編集長） - 本間剛
- 鶴田（教育長） - 並樹史朗

第5話「緊急招集! 拳銃立てこもり犯を逮捕せよ! 奇妙な人質!?」、第6話「タイムリミットは2時間! 少女の命を救え!」
- 安原圭太（前科5犯の空き巣犯） - 滝藤賢一
- 庄司雅志（現金輸送車強奪犯） - 阿部亮平
- 矢野昭正（警視庁捜査第1課特殊犯捜査第1係 係長） - 山崎銀之丞
- 佐久間真（警視庁警備第1課特殊急襲部隊 隊長） - 渡辺裕之
- 新山稜（特殊急襲部隊狙撃支援班 狙撃手） - 蕨野友也
- 中森洋介（特殊急襲部隊制圧1班 班長） - 髙橋洋
- 遠藤悠一（特殊急襲部隊指揮班 班長） - 大西武志
- 三島哲郎（特殊犯捜査第1係 交渉人） - 松林慎司（第5話）
- 小泉繁男（警視庁渋谷山手警察署 署長） - 須永慶（第5話）
- 倉田和彦（公認会計士） - 遠山俊也
- 清水貴子（倉田の元妻） - 玄覺悠子
- 清水晴菜（和彦・貴子の娘） - 熊田聖亜
- 大橋譲二（もぐらの譲二） - 山田明郷（第6話）

第7話「盗まれた疑惑−警察vs権力の壁!」
- 藤堂隆之（東京地方検察庁特別捜査部 検事） - 戸次重幸
- 河合賢治（民生党幹事長・次期総裁候補） - 小木茂光
- 伊東和義（河合の秘書） - 阪田マサノブ
- 篠原道夫（窃盗常習犯） - 三又又三
- 永倉洋三（篠原の師匠） - 山野史人
- 谷修一（模倣窃盗犯） - 龍坐

第8話「涙のダンデライオン−あなたを死なせない!」
- 大久保英輔（盗難自動車の解体・不正輸出の国際犯罪組織リーダー） - 橋本じゅん
- アルベルト・ホセ・田中（大久保の舎弟・日系移民3世） - 菊田大輔
- 檜山さやか（日本語学校 非常勤講師） - 高部あい

第9話「さらば鍵福! あなたを逮捕します−」
- 下田和也（連続窃盗集団） - 金井勇太
- 宮本彰人（連続窃盗集団） - 中山卓也
- 川上守（連続窃盗集団） - 山田健太
- 中根美香（連続窃盗集団） - 立花彩野

第10話「女子高生スリ集団の危険なゲーム! 盗まれた企業秘密−父と娘の絆を取り戻せ!」
- 内丸博之（内丸ケミカル 経営者） - 小市慢太郎
- 内丸美晴（青蘭学園女子高校 2年生・博之の娘） - 早見あかり
- 峰岸涼子（編集プロダクション 経営者） - 北川弘美
- 槙原和重（警視庁捜査第3課第7係 警部補） - 菅原大吉
- 柳田泰司（車上荒らし犯・気配りの泰司） - 井戸田潤（スピードワゴン）
- 内丸園子（博之の妻・美晴の母親） - 森谷ふみ
- 佐々木綾乃（美晴・純の友達） - 伊藤梨沙子
- 瀬戸純（痴漢被害者の女子高生） - 橋本楓

最終話「盗まれた刑事の妻−怪盗百面相vs3課! 涙と衝撃の結末!」
- 沢口いずみ（ゆりこを誘拐した看護師） - 高橋ひとみ
- 川端良助（過去に萩尾が逮捕した窃盗犯・出稼ぎのリョウ） - 宇梶剛士
- 有森（慶成大学総合病院 事務局長） - 螢雪次朗
- 川端百合子（川端の妻） - 小林真雪

#### スタッフ（高橋克実・榮倉奈々版）
- 原作 - 今野敏『確証』（双葉社刊）
- 脚本 - 森下直、武田有起、松本美弥子
- 音楽 - 市川淳
- 演出 - 吉田健、竹村謙太郎、北川雅一
- 主題歌 - 家入レオ「Message」（ビクターエンタテインメント）
- 演出補 - 古林淳太郎
- 音楽コーディネーター - 溝口大悟
- CG - 田中浩征
- タイトルCG - 前川貢、井田久美子
- 警察監修 - 志保澤利一郎、倉科孝靖（チーム五社）
- 医療指導 - 池添祐大
- ファイティングコーディネーター - 佐々木修平、カラサワイサオ
- ガンエフェクト - 早川光
- 方言指導 - 上村依子、若野裕子
- どどさい節歌唱指導 - 小野田浩二
- レース編み指導 - クラッセ代官山
- 美術協力 - 金庫と鍵の博物館
- 写真協力 - JICA横浜、海外移住資料館、藤崎康夫
- 技術協力 - 東通
- 制作 - 那須田淳
- チーフプロデューサー - 橋本孝
- プロデューサー - 倉貫健二郎、加藤章一、齊藤彩奈
- 制作協力 - ドリマックス
- 製作著作 - TBS

#### 放送日程
| 各話                                                          | 放送日         | サブタイトル                                                           | 脚本       | 演出       | 視聴率 |
| ------------------------------------------------------------- | -------------- | ---------------------------------------------------------------------- | ---------- | ---------- | ------ |
| 第1話                                                         | 2013年 4月15日 | 金庫と死体が余計だ−プロvsプロの頭脳戦!                                 | 森下直     | 吉田健     | 10.9%  |
| 第2話                                                         | 4月22日        | 3課の流儀−取り戻したい大切なもの                                       | 森下直     | 吉田健     | 09.5%  |
| 第3話                                                         | 4月29日        | 二重の密室−覚えていたい絆と涙                                          | 武田有起   | 竹村謙太郎 | 09.6%  |
| 第4話                                                         | 5月06日        | 黒い蛇−女泥棒の罠                                                      | 森下直     | 吉田健     | 09.5%  |
| 第5話                                                         | 5月13日        | 緊急招集! 拳銃立てこもり犯を逮捕せよ! 奇妙な人質!?                     | 松本美弥子 | 竹村謙太郎 | 10.0%  |
| 第6話                                                         | 5月20日        | タイムリミットは2時間! 少女の命を救え!                                 | 松本美弥子 | 竹村謙太郎 | 10.6%  |
| 第7話                                                         | 5月27日        | 盗まれた疑惑−警察vs権力の壁!                                           | 武田有起   | 北川雅一   | 10.0%  |
| 第8話                                                         | 6月03日        | 涙のダンデライオン−あなたを死なせない!                                 | 森下直     | 吉田健     | 10.0%  |
| 第9話                                                         | 6月10日        | さらば鍵福! あなたを逮捕します−                                        | 武田有起   | 竹村謙太郎 | 09.7%  |
| 第10話                                                        | 6月17日        | 女子高生スリ集団の危険なゲーム! 盗まれた企業秘密−父と娘の絆を取り戻せ! | 松本美弥子 | 北川雅一   | 09.4%  |
| 最終話                                                        | 6月24日        | 盗まれた刑事の妻−怪盗百面相vs3課! 涙と衝撃の結末!                      | 森下直     | 吉田健     | 09.7%  |
| 平均視聴率 9.9%（視聴率はビデオリサーチ調べ、関東地区・世帯） |                |                                                                        |            |            |        |

| TBS 月曜ミステリーシアター                                            | TBS 月曜ミステリーシアター                               | TBS 月曜ミステリーシアター            |
| 前番組                                                                | 番組名                                                   | 次番組                                |
| --------------------------------------------------------------------- | -------------------------------------------------------- | ------------------------------------- |
| 枠設立前につき無し                                                    | 確証〜警視庁捜査3課 （2013年4月15日 - 6月24日）          | 名もなき毒 （2013年7月8日 - 9月16日） |
| TBS 月曜20時台                                                        |                                                          |                                       |
| ハンチョウ6〜警視庁安積班〜 【これまでパナソニック ドラマシアター枠】 | 確証〜警視庁捜査3課 【これより月曜ミステリーシアター枠】 | 名もなき毒                            |

### 吉田栄作・内山理名版
『今野敏サスペンス 確証〜警視庁捜査三課』は、2017年11月6日にTBS系「月曜名作劇場」で放送。主演は吉田栄作、内山理名。

#### キャスト（吉田栄作・内山理名版）

##### 警視庁刑事部

###### 捜査第三課
萩尾秀一
演 - 吉田栄作
盗犯専門刑事。階級は警部補。警察内だけでなく、窃盗常習者達や元窃盗犯達からも人望があつく職人気質。同僚から「ハギさん」と呼ばれている。
武田秋穂
演 - 内山理名
階級は巡査部長。萩尾の相棒。杉並中央警察署から転属してきた。
猪野勝也
演 - 大杉漣
係長。

###### 捜査第一課
菅井健二郎
演 - 石黒賢
階級は警部補。
苅田浩
演 - 瀧川英次
刑事。萩尾に嫌味を言ったり武田を小馬鹿にする。
田端守雄
演 - 佐野史郎
課長。階級は警視正。

##### ゲスト（吉田栄作・内山理名版）
- 六郷美由紀（六郷の娘・カフェ「カンタータ」店主） - 森口瑤子
- 六郷文也（迫田製作所 元従業員） - 不破万作
- 福田大吉（元錠前破りのプロ・別名「鍵福」） - 螢雪次朗
- 狩場摂夫（宝石店「Rasim」店長） - 大谷亮介
- 本多稔（迫田製作所 元従業員） - 林泰文
- 舘野等（ホームレス） - 潟山セイキ
- 須坂（代官山警察署 刑事） - 伊藤正之
- 中村（宝石店「HANA」店長） - 明星真由美
- 酒屋 - 武野功雄
- 山田（窃盗常習犯） - 山本高広
- 小渕（鑑識） - 友寄
- 小寺雄一（宝石店「Rasim」警備員） - 宮田博一
- 刑事 - 山口森広
- 警視庁捜査一課 刑事 - 布川隼汰
- 合コン参加者 - 井吹カケル、阿岐之将一
- 泉（合コン参加者・武田秋穂の友人） - 谷知恵
- 警官 - 浦野博士
- 所轄刑事 - 川端大亮
- 空き巣被害者 - 関えつ子
- 宮島勝平（空き巣常習犯） - 雑賀克郎
- 宝石強盗未遂犯 - 古口拓也
- 時計店店員 - 井上あかね
- 宝石店「クボタダイヤモンド」店員 - 梅原愛子
- 迫田鉄男（迫田製作所 元社長・元金庫破り） - マイク眞木

#### スタッフ
- 原作 - 今野敏「確証」（双葉社刊）
- 脚本 - 清水友佳子
- 演出 - 松田礼人
- 選曲 - 御園雅也
- 警察監修 - 志保澤利一郎
- スタントコーディネーター - 大道寺俊典
- CG - マリンポスト
- 音響効果 - アックス
- 技術協力 - 東通
- 美術協力 - BEENS
- 照明協力 - Kカンパニー
- プロデュース - 加藤章一、大高さえ子
- 企画協力 - 黒田仁子（今野敏事務所）
- TBS編成 - 橋本孝
- 製作 - ドリマックス・テレビジョン、TBS